# Charles Fitzpatrick
Charles Fitzpatrick (ur. 19 grudnia 1853 w Quebecu, zm. 17 czerwca 1942 tamże) – prawnik i polityk kanadyjski działający w końcu XIX i pierwszej połowie XX wieku.

## Życiorys
Fitzpatrick jako prawnik dal się poznać jako jedna z największych gwiazd palestry przełomu wieków w Kanadzie. Najważniejszymi jego sprawami były obrona Louisa Riela, oskarżonego o zdradę oraz reprezentowanie Kanady przed sadami brytyjskimi w sporze o rybołówstwie atlantyckim.
Jednocześnie z praktyka prawnicza prowadził działalności polityczna. W latach 1890–1896 zasiadał w Zgromadzeniu narodowym Quebecu, a w latach 1896 do 1906, w Izbie Gmin Parlamentu Kanady. W latach 1902–1906 sprawował funkcje ministra sprawiedliwości w liberalnym rządzie Willfrieda Lauriera. Fitzpatrick miał także udział w dyplomacji Kanady. W 1897 był posłem do Watykanu, gdzie spotkał się z papieżem Leonem XIII szukając poparcia w polubownym rozwiązaniu Kryzysu szkolnego w Manitobie. W 1905 jako przedstawiciel rządu federalnego, był zaangażowany w negocjacje w sprawie utworzenia prowincji Alberta i Saskatchewan.